# Sandro Sirigu
Sandro Sirigu (* 7. Oktober 1988 in Ulm) ist ein ehemaliger deutsch-italienischer Fußballspieler und heutiger -trainer.

## Karriere als Spieler
In seiner Jugend spielte Sirigu anfangs beim SB Ulm und beim FV Senden. Ab der E-Jugend war er beim SSV Ulm aktiv. Bereits als A-Jugendlicher wurde er vom ehemaligen Heidenheimer Trainer Marcus Sorg in die erste Mannschaft berufen.
Für den SSV Ulm spielte er in der Oberliga Baden-Württemberg und nach der Ligareform 2008 in der Regionalliga Süd jeweils in der vierthöchsten Spielklasse. Anfang 2009 wechselte Sirigu zum SC Freiburg und kam – obwohl er eineinhalb Jahre lang dem erweiterten Kader der Bundesliga-Mannschaft angehörte – nur bei der in der Regionalliga Süd spielenden U-23-Nachwuchsmannschaft zum Einsatz.
Zur Saison 2010/11 wechselte Sandro Sirigu für 100.000 Euro zum Drittligisten 1. FC Heidenheim. Am ersten Spieltag stand er gegen den FC Carl Zeiss Jena in der Startelf. Sein erstes Profijahr absolvierte er als Stammspieler vorwiegend auf der rechten Verteidigerposition. Auch in der Hinrunde der folgenden Saison war er gesetzt, in der Rückrunde verlor er allerdings seinen Stammplatz an Neuzugang Dennis Malura. Trotzdem stellte Heidenheim auch dank seiner Mithilfe in dieser Spielzeit die zweitbeste Abwehr der Liga und erreichte Platz 4. Am Ende der Saison wurde Sirigus Vertrag bei den Heidenheimern nicht verlängert.
Zur Saison 2013/14 wechselte er zum SV Darmstadt 98 und erhielt einen Einjahresvertrag, der im Saisonverlauf bis zum Ende der Spielzeit 2017 verlängert wurde. Sein Debüt in der 3. Liga für die Südhessen gab er beim 0:0-Heimspiel gegen die SV Elversberg. In seiner ersten Saison wurde er sofort Stammspieler und absolvierte wettbewerbsübergreifend 36 Spiele und schoss drei Tore. Nach dem Aufstieg in die 2. Liga kam er auf 21 Ligaeinsätze in der Saison. Durch den zweiten Platz in der Liga gelang ihm mit den „Lilien“ innerhalb von zwei Spielzeiten der Durchmarsch von der dritten in die erste Liga. Sein Bundesliga-Debüt feierte Sirigu am 20. Februar 2016 beim Spiel gegen den FC Bayern München, das mit 1:3 verloren ging. In der Saison verlor er jedoch seinen Stammplatz und kam auf nur sechs Einsätze, die jedoch nie über die gesamten 90 Spielminute liefen. Am 2. Spieltag der Saison 2016/17 gelang Sirigu im Spiel gegen Eintracht Frankfurt mit dem 1:0-Siegtreffer sein erstes Bundesligator. Am Ende jener Saison stieg Darmstadt mit Sirigu als Stammspieler (30 Einsätze, zwei Tore) auf der rechten Außenbahn abgeschlagen als Tabellenletzter in die 2. Bundesliga ab. In der Saison 2017/18 kam er auf insgesamt neunzehn Einsätze. Sein bis Juni 2019 gültiger Vertrag wurde nach dem Klassenerhalt im Frühjahr 2019 nicht mehr verlängert. In seiner letzten Saison stand er in zwanzig Spielen auf dem Platz.
Nach mehrmonatiger Vereinslosigkeit erhielt der Verteidiger zum vorletzten Hinrundenspieltag der Drittligaspielzeit 2019/20 einen Vertrag beim Chemnitzer FC, der bis Saisonende gültig war. Zunächst von einer Innenbandzerrung gehandicapt kam Sirigu bei Chemnitz überwiegend auf der linken Außenverteidigerposition zum Einsatz. Mit dem Abstieg des Klubs in die Regionalliga Nordost verließ er Chemnitz wieder und wechselte Ende Juli 2020 in die Regionalliga Südwest zur SG Sonnenhof Großaspach, die ebenfalls aus der dritten Liga abgestiegen waren. Nach der Saison beendete er seine Karriere als Fußballprofi, wobei er bereits in Großaspach Funktionen beim Verein übernommen hatte.

## Karriere als Funktionär und Trainer
Im Juli 2021 kehrte Sirigu als Mitarbeiter im Bereich Events/CSR zu seinem ehemaligen Verein SV Darmstadt 98 zurück. In dieser Funktion kümmerte er sich vor allem um die „Bölle Bande“, eine Veranstaltung für junge Fans des SV Darmstadt 98. Zusätzlich fungierte er als Co-Trainer der U19-Mannschaft.
Im Oktober 2022 beendete er seinen Engagement in Darmstadt als Co-Trainer vorzeitig und wechselte als Trainer zum Kreisoberligisten SV Hummetroth, schied dort aber Anfang August 2023 wieder aus. In der Saison 2025/26 übernimmt Sirigu die Position des Sportlichen Leiters bei Viktoria Aschaffenburg.

## Erfolge
SV Darmstadt 98
- Aufstieg in die 2. Bundesliga: 2014
- Vizemeister der 2. Bundesliga und Aufstieg in die Bundesliga: 2015

FC Heidenheim
- Landespokal Württemberg Sieger: 2011, 2012, 2013

## Privates
Sirigu ist verheiratet und Vater eines Sohnes (* 2021).